# Henri-Étienne Beaunis
Henri-Étienne Beaunis, född 1830 i Amboise, död 1921 i Le Cannet, var en fransk anatom, fysiolog och psykolog.

## Biografi
Beaunis var överfältläkare vid Loire- och östarméerna under fransk-tyska kriget 1870–71, blev sedan professor vid medicinska fakulteten i Nancy och kallades 1889 att vid Sorbonne organisera och förestå det första franska laboratoriet för fysiologisk psykologi, vilket han ledde till 1892. 
Förutom anatomiska arbeten författade Beaunis Nouveaux éléments de physiologie humaine (1876, hans förnämsta verk), Le somnambulisme provoqué (1886), där han framlägger Nancyskolans teorier om hypnotismen, Les sensations internes (1889) och L'évolution du système nerveux (1890).